# Port Barrington
Port Barrington – wieś w Stanach Zjednoczonych, w stanie Illinois, w hrabstwie McHenry.